# Apostolische Präfektur Haizhou
Die Apostolische Präfektur Haizhou (lat.: Apostolica Praefectura Haichovensis) ist eine in der Volksrepublik China gelegene römisch-katholische Apostolische Präfektur mit Sitz in Haizhou.

## Geschichte
Die Apostolische Präfektur Haizhou wurde am 9. Juni 1949 durch Papst Pius XII. aus Gebietsabtretungen des Bistums Shanghai errichtet.

## Apostolische Präfekten von Haizhou
- Ferdinand Lacretelle SJ 1951–1983
- Sedisvakanz, seit 1983